# Międzyzdroje
Międzyzdroje este un oraș în Polonia.